# Artaud de Mélan
Artaud de Mélan (mort le 1er novembre 1410 à Salon), dit également Artaud de Mezellan, était un religieux français du Moyen Âge qui fut archevêque d'Arles du 17 décembre 1404 au 1er novembre 1410.

## Biographie
Prévot de Forcalquier (1365) et trésorier pontifical en Romagne (1371), Artaud de Mélan est nommé évêque de Forli (?) le 14 juillet 1372, puis de Grasse le 1er juin 1379. Dans la crise de succession qui s’ouvre à la fin du règne de la reine Jeanne Ire, il soutient immédiatement Louis Ier d’Anjou.
Il est ensuite nommé au siège de Sisteron le 2 mai 1382.
Il devient archevêque d'Arles le 17 décembre 1404. Le 1er mars 1405,  il est reçu solennellement par la ville d'Arles et la même année, il déclare les ordres mendiants exemptés des impositions sur le clergé. 
Le 21 octobre 1405, se tient à Arles le synode de Saint-Luc au cours duquel le clergé du diocèse y fait de publiques excuses à l'archevêque, et lui témoigne ses regrets de l'avoir dénoncé à tort au Souverain Pontife, comme ayant exigé des ecclésiastiques des décimes exagérées. Durant son court archiépiscopat Artaud du Mélan, avec les moines de l'abbaye, fait dessécher les paluds de Montmajour et du Castellet. Il est précisé le 17 octobre 1410 lors de la procédure d'enregistrement, qu'il s'agit d'un nouveau dessèchement.
Il décède le 1er novembre 1410 à Salon et est enterré le mercredi 5 novembre suivant.

### Sources
- Joseph Hyacinthe Albanés - Gallia christiana novissima, ouvrage accessible sur Gallica ici